# 国家电力监管委员会
国家电力监管委员会（英語：State Electricity Regulatory Commission, SERC），简称电监会，是根据中华人民共和国国务院授权行使行政执法职能，依照法律、法规统一履行全国电力监管职责的国务院直属事业单位。电监会于2003年3月20日挂牌成立，办公地址在北京市西城区西长安街86号。2013年将国家能源局、国家电力监管委员会的职责整合，重新组建国家能源局，不再保留国家电力监管委员会。

## 主要职责
1. 负责全国电力监管工作，建立统一的电力监管体系，对国家电力监管委员会的派出机构实行垂直领导。
2. 研究提出电力监管法律法规的制定或修改建议，制定电力监管规章，制定电力市场运行规则。
3. 参与国家电力发展规划的制定，拟定电力市场发展规划和区域电力市场设置方案，审定电力市场运营模式和电力调度交易机构设立方案。
4. 监管电力市场运行，规范电力市场秩序，维护公平竞争；监管输电、供电和非竞争性发电业务。
5. 参与电力技术、安全、定额和质量标准的制定并监督检查，颁发和管理电力业务许可证，协同环保部门对电力行业执行环保政策、法规和标准进行监督检查。
6. 根据市场情况，向政府价格主管部门提出调整电价建议；监督检查有关电价；监管各项辅助服务收费标准。
7. 依法对电力市场、电力企业违法违规行为进行调查，处理电力市场纠纷。
8. 负责监督电力社会普遍服务政策的实施，研究提出调整电力社会普遍服务政策的建议；负责电力市场统计和信息发布。
9. 按照国务院的部署，组织实施电力体制改革方案，提出深化改革的建议。
10. 承办国务院交办的其他事项。[3]

## 历任主席
1. 柴松岳（2003年3月－2006年12月）
2. 尤　权（2006年12月－2008年4月）
3. 王旭东（2008年4月－2011年6月）
4. 吴新雄（2011年6月－2013年3月）

## 机构设置

### 委机关内设机构
- 办公厅（国际合作部）

- 主任、机关服务中心主任：蒋晓华
- 国际合作部主任、中共国家电力监管委员会直属机关党委常务副书记：严晓路
- 副主任、研究室主任：俞燕山（副司长级）
- 副主任：张渝
- 副主任：陈飞
- 副巡视员兼秘书处处长：舒京生（副司长级）
- 副巡视员兼财务处处长：洪岚（副司长级）

- 政策法规部（电改办）

- 主任：王强

- 市场监管部

- 主任：刘宝华
- 副主任：常建平

- 输电监管部

- 主任：幺红

- 供电监管部

- 主任：（暂缺）
- 副主任：朱明（主持工作）
- 副巡视员：张旭波

- 价格与财务监管部（稽查局）

- 主任：邹逸桥
- 副主任：黄少中
- 副巡视员：李悠勇

- 人事培训部（中共国家电力监管委员会直属机关委员会）

- 中共国家电力监管委员会直属机关委员会书记：史玉波（兼）
- 人事培训部主任：李春宁
- 中共国家电力监管委员会直属机关委员会副书记：李晶华（兼）
- 中共国家电力监管委员会直属机关委员会常务副书记：严晓路（兼）
- 巡视员、国家电力监管委员会机关工会主席：李侠（正司长级）
- 副主任：唐义艳

- 监察局（党组纪检组）

- 党组纪检组组长：江岩
- 监察局局长、中共国家电监会直属机关党委副书记、纪工委书记：李晶华（正司长级）

- 安全监管局（大坝安全监察中心）

- 主任、大坝安全监察中心主任：韩水
- 巡视员、副主任，大坝安全监察中心副主任、分党组书记：蒋锦峰（正司长级）

- 信息中心

- 主任：孙耀唯

- 电力业务资质管理中心

- 主任：潘跃龙
- 副主任：张洪波
- 副主任：刘丽松

- 中国电力报社

- 社长、总编辑：白俭成（正司长级）

- 机关服务中心（瑞驰科技有限公司）

- 主任：蒋晓华（兼）
- 副主任、瑞驰科技有限公司总经理：崔华（副司长级）

### 直属事业单位
电监会直属事业单位有：信息中心、电力业务资质管理中心、中国电力报社、机关服务中心、大坝安全监察中心

### 派出机构
目前，电监会在全国共设区域电监局6家，分别为：
- 华北电监局，驻北京市，局长：李廷勇
- 东北电监局，驻沈阳市，局长：王恩志
- 西北电监局，驻西安市，局长：王天才
- 华东电监局，驻上海市，局长：邱志健
- 华中电监局，驻武汉市，局长：黄学农
- 南方电监局，驻广州市，局长：郭智

设置城市电监办12家，分别为：
- 山西电监办
- 山东电监办
- 甘肃电监办
- 浙江电监办
- 江苏电监办
- 福建电监办
- 河南电监办
- 湖南电监办
- 四川电监办
- 云南电监办
- 贵州电监办
- 新疆电监办

电监会垂直领导其派出机构。